# Lluís Puig i Gordi
Lluís Puig i Gordi   (Terrassa, 18 d'octubre de 1959) és un director artístic, dansaire, músic i polític català, conseller de Cultura de la Generalitat de Catalunya el 2017. Actualment viu a Brussel·les. És responsable d'acció cultural i difusió del Consell de la República i, des del 2019, impulsor del projecte «Música i exili».

## Biografia
Fill de comptable i talladora, té tres germanes més. El seu avi patern era requeté, va morir lluitant en la batalla de l'Ebre. Ja des d'adolescent va mostrar interès per la cultura popular. Amb 14 anys es va unir a una colla sardanista i als minyons escolta.
Té estudis de música, de dansa i de producció audiovisual, així com d'Humanitats a la Universitat Oberta de Catalunya, no acabats. Però tot i així cap diplomatura o grau complert. Ha estat director artístic del Mercat de Música Viva de Vic i director de la Fira Mediterrània de Manresa.
El 1980 va entrar a treballar al cos de bombers forestals de la Generalitat de Catalunya. Un any després va passar a formar part del cos de Bombers de Barcelona, com a conductor. Durant el seu temps de bomber va investigar el patrimoni de danses populars del país i a produir espectacles culturals. El 1984 va guanyar el Premi Nacional de Dansa. Més interessat en la gestió cultural, el 1991 va entrar a treballar com a tècnic al Departament de Cultura de la Generalitat, on es va dedicar a promoure i a recuperar la cultura popular de base i on va publicar alguns llibres sobre la temàtica. Hi treballaria fins al 2001, quan va fundar i dirigir durant 10 anys l'empresa VESC, dedicada a la gestió cultural. En el seus millors moments, l'empresa va arribar a tenir 12 empleats. El 2008 va ser nomenat director del Mercat de Música Viva de Vic, càrrec que deixaria el 2011 per tornar a l'Administració de la Generalitat com a Director General de Cultura Popular i Associacionisme Cultural.

### Trajectòria política
El 2011 va assumir el càrrec de director general de Cultura Popular dins del departament de Cultura, càrrec que va mantenir fins al seu nomenament com a conseller. Puig va ser també el responsable de la sectorial de cultura del Partit Demòcrata Europeu Català. Fou nomenat conseller de Cultura des del 5 de juliol de 2017, en substitució de Santi Vila. Mantindria el càrrec fins al 28 d'octubre de 2017, quan fou destituït pel Govern Espanyol en aplicació de l'article 155 de la Constitució Espanyola de 1978, com a col·laborador en l'organització del referèndum d'independència de Catalunya. Dies després, l'1 de novembre de 2017 es va exiliar a Brussel·les juntament amb el president Carles Puigdemont i tres consellers més del govern, Clara Ponsatí, Antoni Comín, i Meritxell Serret, lloc on resideix fins al dia d'avui.
A les eleccions al Parlament de Catalunya de 2017 fou elegit diputat amb la llista de Junts per Catalunya. Va renunciar a l'acta de diputat el 28 de gener de 2018 en no poder exercir presencialment el seu vot al Parlament. L'abril del 2018 es va presentar davant les autoritats judicials belgues, quedant en llibertat sense fiança. La Generalitat el va nomenar director del Programa per al Desenvolupament de Projectes Culturals d'Àmbit Internacional. El 7 d'agost de 2020 un jutjat de primera instància belga va rebutjar l'extradició a Espanya pel delicte de malversació amb l'argument que el Suprem no tenia la competència per fer-ho. El jutge belga considerava que la justícia espanyola havia violat el dret de Puig al "jutge ordinari predeterminat per la llei" que marca l'article 24.2 de la Constitució, ja que al no ser una persona aforada (va deixar de ser-ho en el precís moment que es va aprovar el 155) l'autoritat competent per cursar l'euroordre hauria de ser un jutjat ordinari. El 7 de gener de 2021 el Tribunal d’Apel·lació de Brussel·les va rebutjar de nou l'extradició després que la Fiscalia espanyola hi presentés recurs. La fiscalia belga tenia 24 hores per presentar recurs al tribunal de cassació però va decidir no fer-ho, fent definitiu el rebuig a l'extradició.
El 2024 es presenta a les eleccions al Parlament de Catalunya com a 13è a la llista per Barcelona de Junts per Catalunya.

## Publicacions destacades
- Terregada, apunts sobre folklore de Terrassa, Ed El Mèdol, (1991)
- Crònica i calendari de dansa tradicional, Ed El Mèdol, (1994)
- Danses de la Terra, de la Biblioteca Joan Amades, Ed El Mèdol, (1998)
- Les festes a Catalunya, Generalitat de Catalunya, (1999)
- Els fets de Prats de Molló, Ed Afers (2023)

## Premis i reconeixements
L'Institut del teatre de Barcelona l'hi va concedir el Premi Nacional de Dansa, Vicente Escudero, l'any 1984
La Confederació Sardanista de Catalunya va concedir-li la Medalla al Mèrit Sardanista de 2018.